# Tridenchthonius beieri
Espèce
Tridenchthonius beieri est une espèce de pseudoscorpions de la famille des Tridenchthoniidae.

## Distribution
Cette espèce est endémique du Kenya. Elle se rencontre vers Garsen.

## Étymologie
Cette espèce est nommée en l'honneur de Max Beier.

## Publication originale
- Mahnert, 1983 : Die Pseudoskorpione Kenyas 6. Dithidae (Arachnida). Revue de Zoologie Africaine, vol. 97, no 1, p. 141-157.